# Gau Chutizi

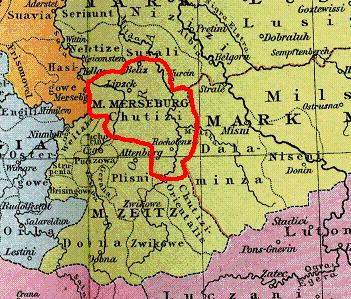
Lage de Gaus Chutizi um 1000

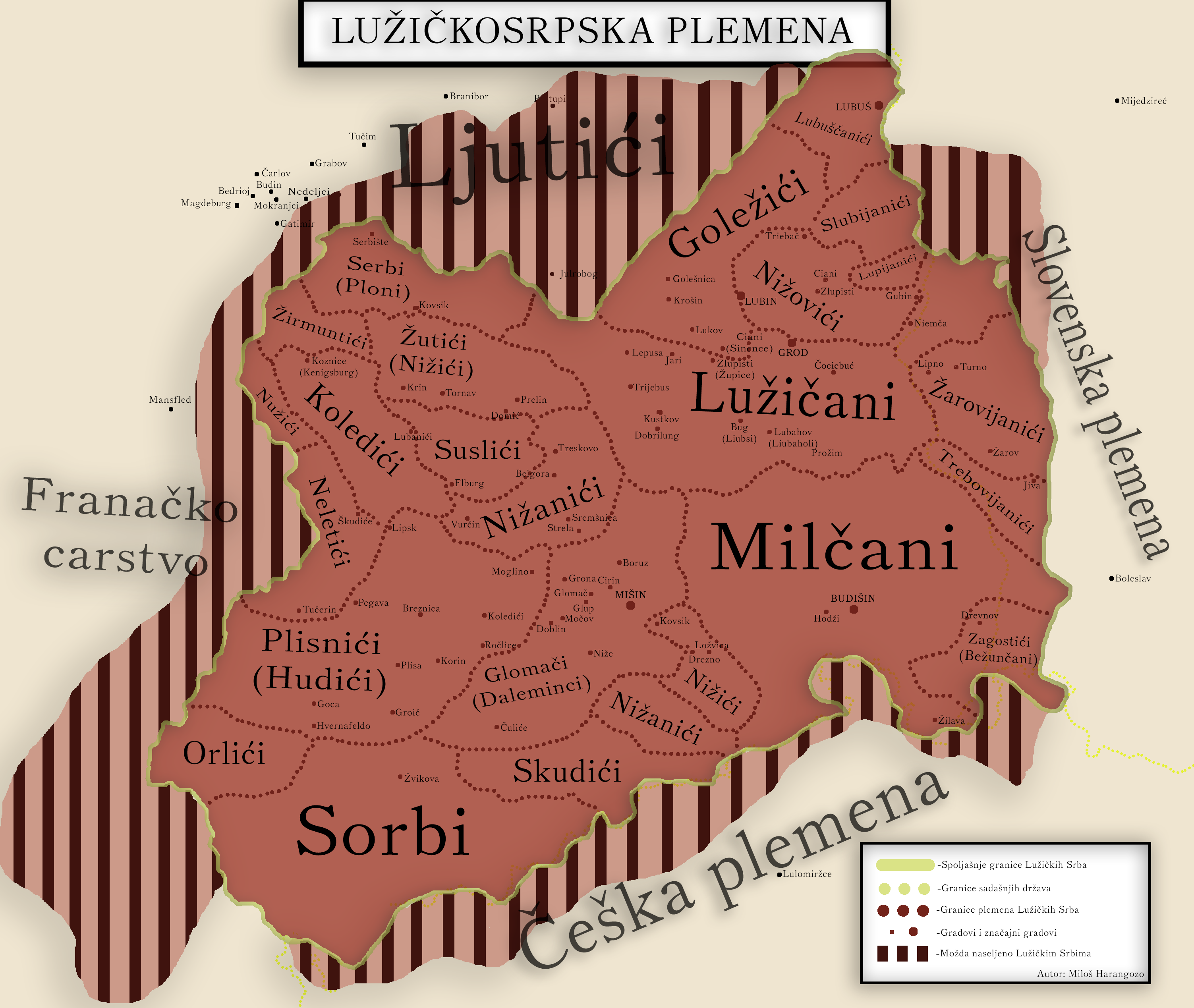
Chutizi in den sorbischen Stämmen

Der Gau Chutizi (auch Chuntizi, Gudici ...) war eine mittelalterliche Gaugrafschaft zwischen den Flüssen Saale und Mulde. In diesem Gau lag das 974 genannte Forstgebiet Miriquidi, das von Kaiser Otto II. dem Bistum Merseburg geschenkt wurde und lange Zeit irrtümlich als Erzgebirgswald gedeutet wurde. Der Gau lag im östlichen Teil der Mark Merseburg, zugehörig war ein breiter Landstreifen östlich der Mulde, der von Thietmar von Merseburg als chutizi orientalis bezeichnet wurde. Magdeborn wurde 969 als im Gau Chutizi liegend bezeichnet.

## Grafen im Gau Chutizi
- Gunther von Merseburg († 13. Juli 982 bei Cotrone), 974 Graf im Gau Chutizi[1]
- Rikdag II. († 985), 978 Markgraf von Meißen, 982 Markgraf von Merseburg und Zeitz, 983 Graf im Gau Chutizi, Gau Daleminzi und Schwabengau.
- Hermann I. († 1038), 1007 Graf in Bautzen, 1009 Markgraf von Meißen, 1028 Graf im Hassegau und im Gau Chutizi (Ekkehardiner); ⚭ Sommer 1002 Regelinda (* 989, † nach 21. März 1016), Tochter des Boleslaw I. Chrobry, 992 Fürst und 1025 König von Polen (Piasten)
- Ekkehard II. (1009 bezeugt, † 24. Januar 1046), Hermanns Bruder, Graf im Gau Chutizi und in Burgward Teuchern, 1032 Markgraf der Ostmark, begraben in Naumburg; ⚭ Uta († 23. Oktober ...), wohl  Uta von Ballenstedt, Schwester des Grafen Esiko im Schwabengau (Askanier)